# Muldraugh, Kentucky
Muldraugh, Kentucky (енгл. Muldraugh) град је у америчкој савезној држави Кентаки.

## Демографија
По попису из 2010. године број становника је 947, што је 351 (-27,0%) становника мање него 2000. године.
| Група             | 2000.         | 2010.       |
| Белци             | 1.020 (78,6%) | 792 (83,6%) |
| Афроамериканци    | 129 (9,9%)    | 66 (7,0%)   |
| Азијати           | 13 (1,0%)     | 5 (0,5%)    |
| Хиспаноамериканци | 91 (7,0%)     | 27 (2,9%)   |
| Укупно            | 1.298         | 947         |